# Nanuza
Nanuza es un nombre botánico para un género de plantas con flores perteneciente a la familia Velloziaceae. Comprende tres especies. Es originario del este de Brasil.

## Especies
- Nanuza almeidae
- Nanuza luetzelburgii
- Nanuza plicata